# Städtisches Obdach „Palme“

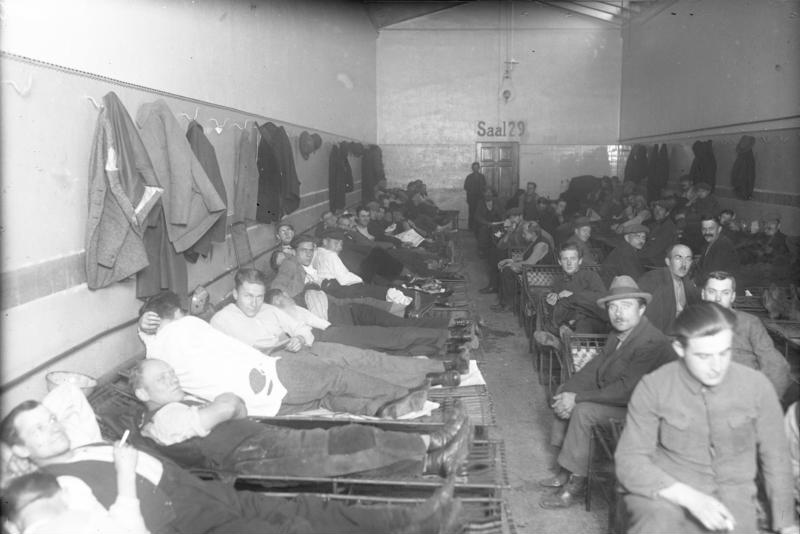
Schlafsaal in der Palme, 1930

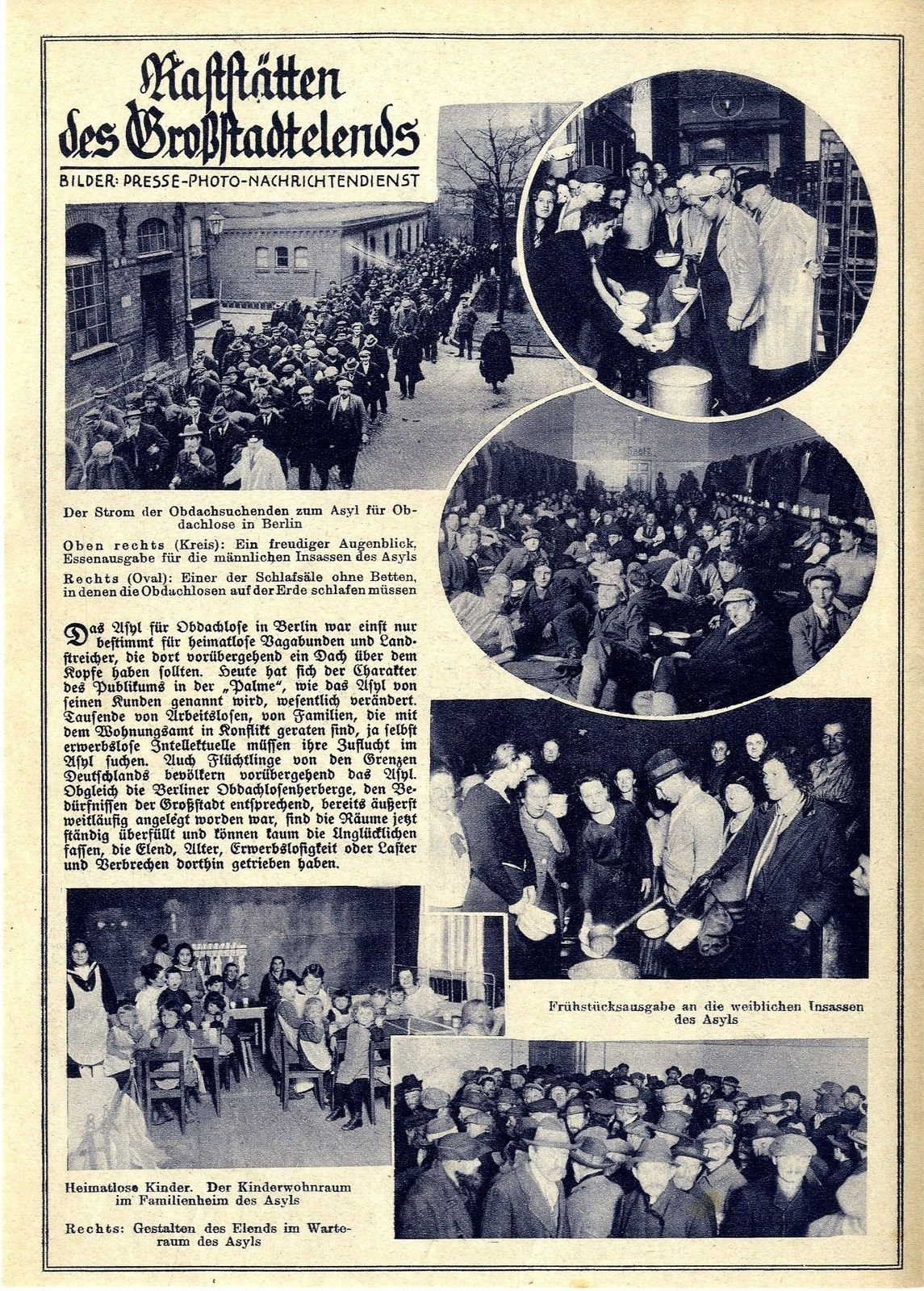
Reportage von 1925

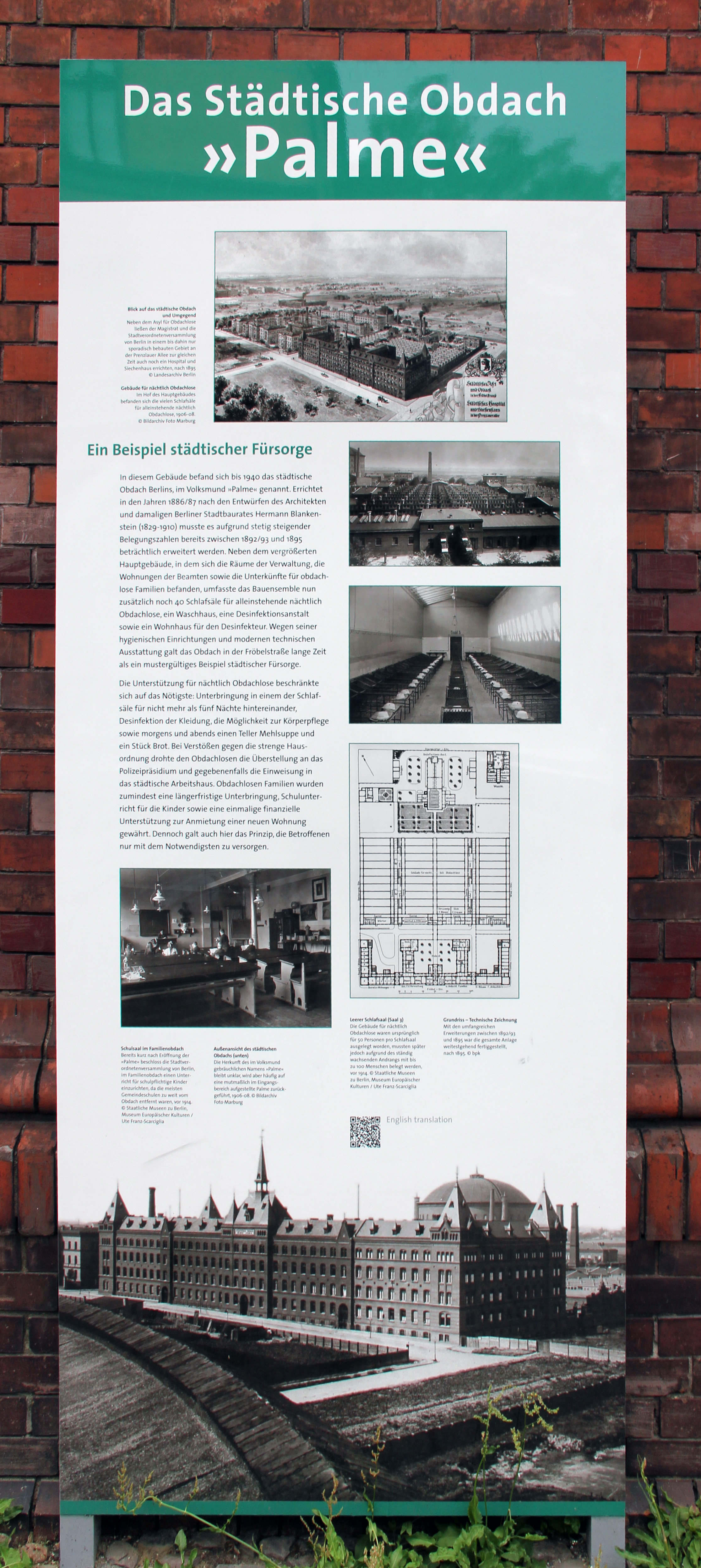
Gedenkstele (1): Ein Beispiel städtischer Fürsorge

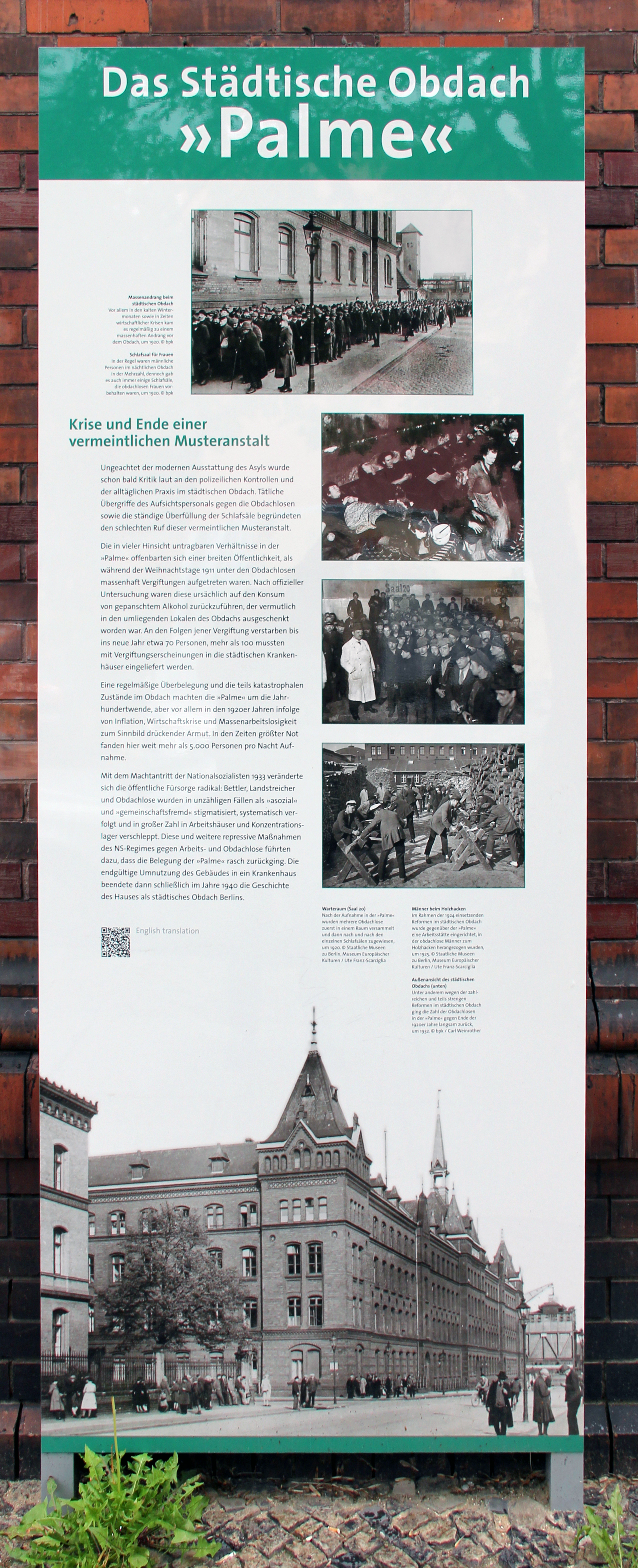
Gedenkstele (2): Krise und Ende einer vermeintlichen Musteranstalt

Das  Städtische Obdach „Palme“ (offiziell Städtisches Obdach) war das ab 1886 bis 1940 in der Fröbelstraße 15 in Berlin-Prenzlauer Berg bestehende größte Obdachlosenasyl der Stadt Berlin. Es gilt als eine der ersten Hilfseinrichtungen für Obdachlose in Europa. 1940 wurde das heute denkmalgeschützte Gebäude in ein Krankenhaus umgewandelt, siehe Klinikum Prenzlauer Berg.
Den Namen „Palme“ erhielt das städtische Obdach nach Überlieferungen im Volksmund aufgrund einer in den Anfangsjahren im Vorraum neben dem Eingang aufgestellten Topfpalme. Das städtische Obdach galt zeitweise als Musterbeispiel städtischer Fürsorge. Regelmäßige Überbelegungen und teils katastrophale
Zustände im Obdach machten die Palme um 1900 und besonders in den 1920er Jahren zu einem Sinnbild drückender Armut. In den Zeiten größter Not fanden über 5000 Personen pro Nacht Aufnahme.

## Geschichte
Am damaligen Stadtrand Berlins entstand neben dem (in Bau befindlichen) Hospital und Siechenhaus ab 1886 das Städtische Obdach in der Fröbelstraße 15. Es wurde ursprünglich für 1400 Personen ausgelegt, beherbergte zu Beginn des Jahres 1893 jedoch durchschnittlich 2000 Obdachlose pro Nacht.
Zwischen 1892/93 und 1895 wurde das städtische Obdach infolge stetig steigender Belegungszahlen deutlich erweitert: Neben dem vergrößerten Hauptgebäude, das die Räume der Verwaltung, die Wohnungen der Beamten sowie die Unterkünfte für obdachlose Familien enthielt, wurde das Bauensemble um 40 Schlafsäle für alleinstehende nächtliche Obdachlose, ein Waschhaus, eine Desinfektionsanstalt und ein Wohnhaus für den Desinfekteur erweitert. Nach der 1895 abgeschlossenen Erweiterung galt das städtische Obdach aufgrund der hygienischen Einrichtungen und technischen Ausstattung lange Zeit als ein mustergültiges Beispiel städtischer Fürsorge.
Das städtische Obdach wurde in zwei Abteilungen unterteilt: eine für „obdachlose Familien“ und eine für „Nächtlich-Obdachlose“. Nach den 1908 geltenden Regelungen war Platz für 2800 bzw. im Notfall bis zu 3400 alleinstehenden Obdachlosen, denen der Aufenthalt höchstens fünf Nächte lang und nur fünfmal binnen von drei Monaten gestattet. In der Abteilung für wohnungslose Familien, die über geschlechtergetrennte Räume mit Betten für 144 männliche und 240 weibliche Personen verfügte und auch Schwangeren ab dem vierten Monat zugänglich war, wurden Unterkunft und Verpflegung für bis zu vier Wochen gewährt.
Ab dem 27. Dezember 1911 starben in rascher Folge siebzig Obdachlose durch eine Vergiftung. Das Sterben der Obdachlosen erregte anfangs besonders dadurch öffentliche Aufmerksamkeit, da zunächst vom Ausbruch einer ansteckenden Seuche ausgegangen wurde. Es ist unklar, ob gepanschter Alkohol oder verdorbener Fisch die Ursache der Massenvergiftung war.
In den 1920er Jahren kam es infolge von Inflation, Wirtschaftskrise und Massenarbeitslosigkeit regelmäßig zu Überbelegungen und teils katastrophalen Zuständen im städtischen Obdach, das ausgelegt für maximal 4600 Bedürftige mitunter über 5000 Menschen ein Nachtquartier bot.
Nach der Machtergreifung im Jahr 1933 ging die Belegung in der Palme aufgrund der systematischen Verfolgung von Obdachlosen in der Zeit des Nationalsozialismus rasch zurück. 1940 wurde das städtische Obdach geschlossen und in ein Krankenhaus umgewandelt.
Zur weiteren Geschichte des Gebäudes siehe Klinikum Prenzlauer Berg.

## Architektur
Das Gebäude entstand in den Jahren 1886–1887 im Auftrag der Stadtgemeinde Berlin nach dem Entwurf und unter der Oberleitung des Stadt-Baurats Hermann Blankenstein durch den Stadt-Bauinspektor Fritz Haack und den Regierungsbaumeister Weber. Es wurde 1893–1895 Stadt-Bauinspektor Vincent Dylewski und Stadt-Baumeister Max Knopff erweitert.
Als Städtisches Krankenhaus Prenzlauer Berg wurde die Gesamtanlage des städtischen Obdachs als Baudenkmal geschützt.

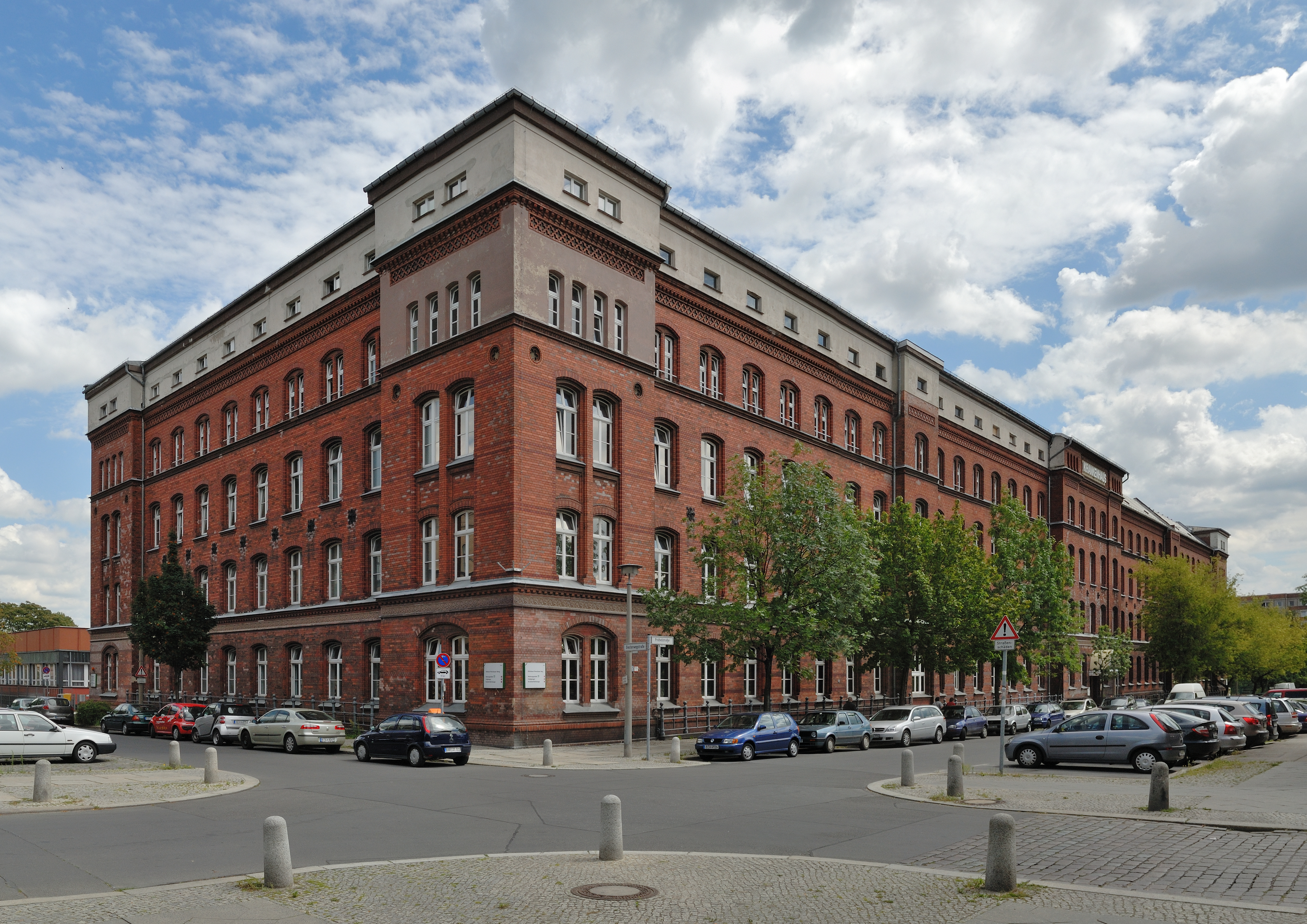
Gebäude in der Fröbelstraße 15 im Jahr 2009
Grundriss des städtischen Obdachs (vor 1897)
Querschnitt durch die Schlafsäle des städtischen Obdachs (vor 1897)

## Gedenken
Um an die Geschichte des Obdachs zu erinnern, brachte die Linksfraktion in der Bezirksverordnetenversammlung (BVV) des Bezirks Pankow im Jahr 2011 einen Antrag in die BVV ein. Im Jahr 2012 befasste sich die Gedenktafelkommission des Bezirks mit dem Thema und entschied, dass am früheren Obdachlosenasyl zwei Gedenkstelen aufgestellt werden sollen. Der kommunale Krankenhausbetreiber Vivantes stimmte diesem Vorhaben zu und übernahm die Kosten für das Aufstellen der beiden Stelen. Die zwei übermannshohen Gedenkstelen wurden schließlich am 27. August 2013 eingeweiht.

## Rezeption in der Kunst
- 1925 fertigte Willibald Krain die Federzeichnung Vor dem Obdachlosenasyl in der Fröbelstraße an.
- 1926 erschuf Käthe Kollwitz die Kreidelithografie Städtisches Obdach.

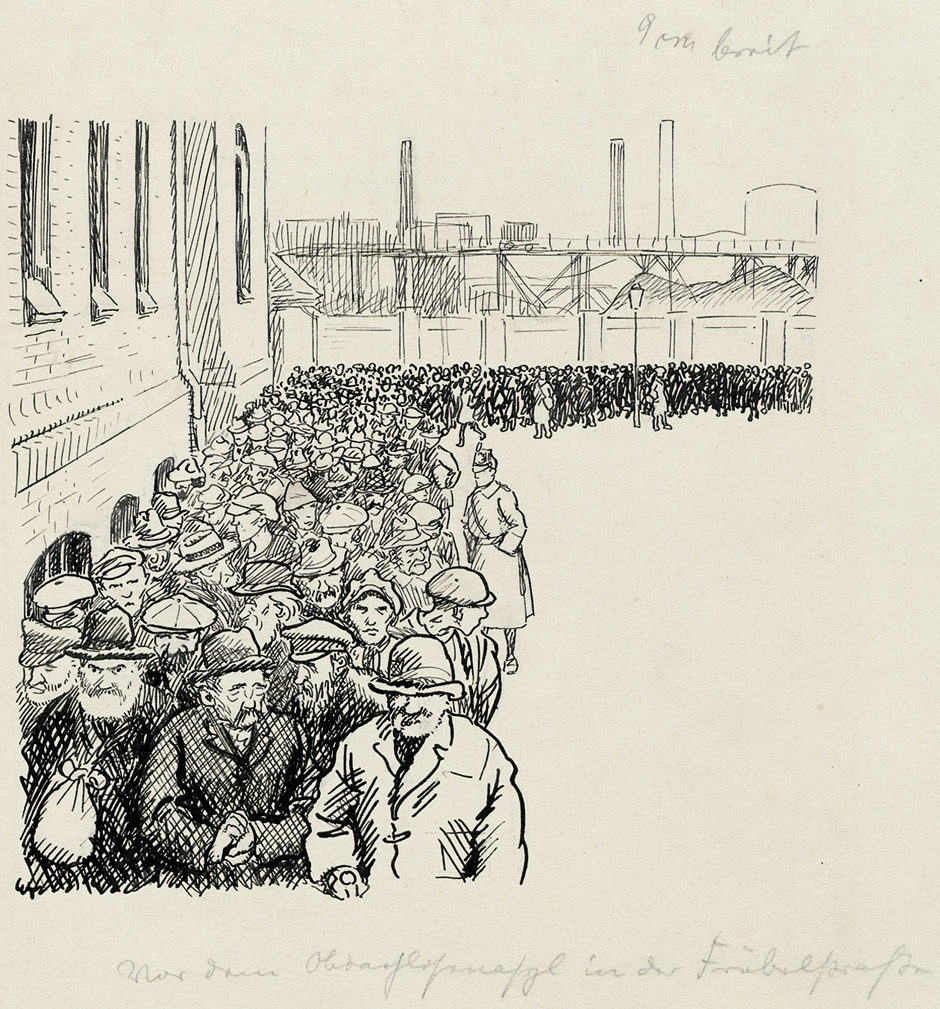
Krain: Vor dem Obdachlosenasyl [...]
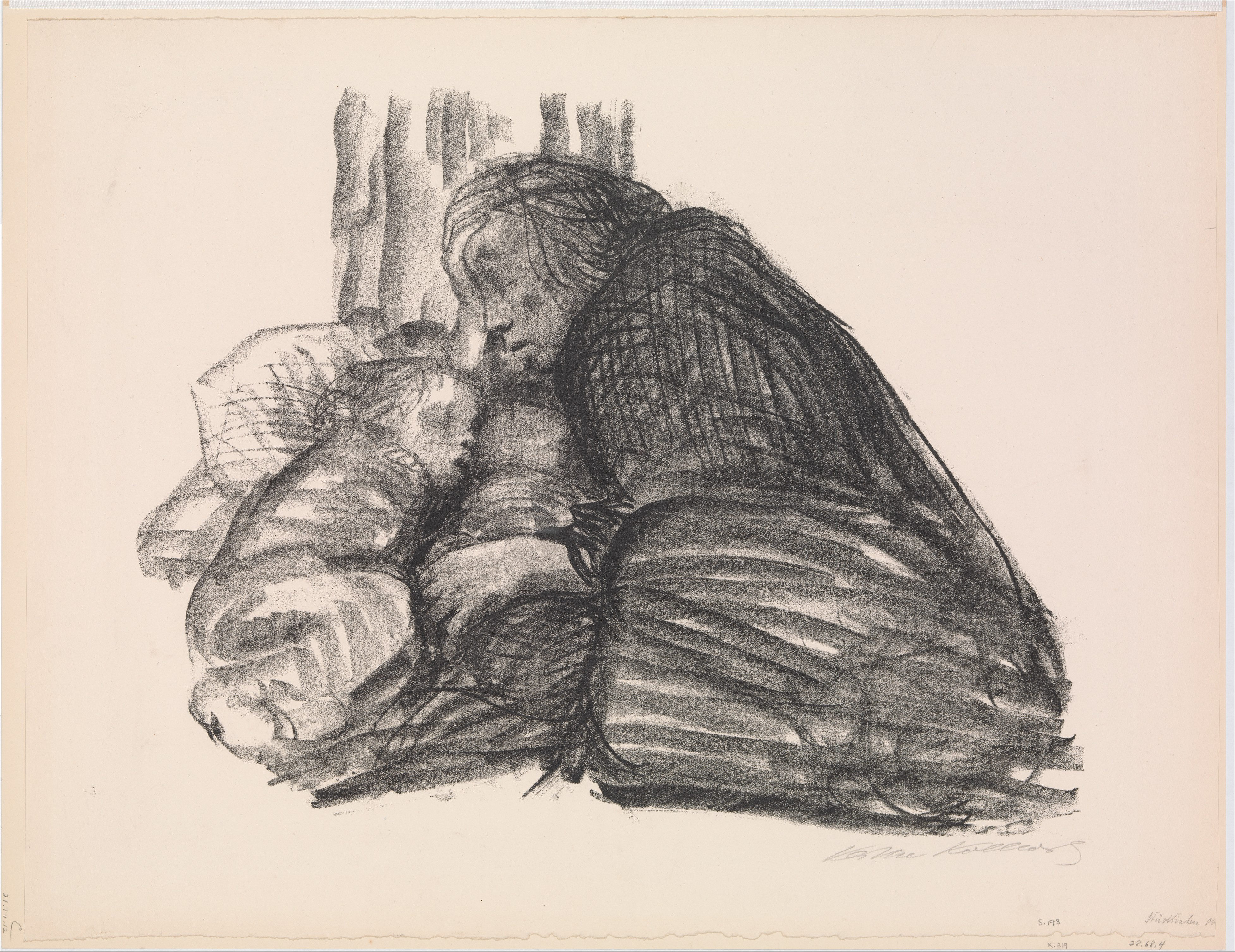
Kollwitz: Städtisches Obdach